# Philippe Tison
Philippe Tison (24 november 1961) is een Belgisch politicus voor de PS.

## Levensloop
Tison werd beroepshalve zelfstandig verzekeringsmakelaar. Ook werd hij parlementair medewerker van Waals Parlementslid Paul Furlan. Toen Furlan tussen 2009 en 2017 minister in de Waalse Regering was, werkte Tison als adviseur op diens kabinet.
Hij werd tevens politiek actief voor de PS. Voor deze partij werd Tison bij de gemeenteraadsverkiezingen van 1988 verkozen tot gemeenteraadslid van Anderlues. Van 1989 tot 2006 was hij schepen van de gemeente en vanaf 2006 was hij burgemeester. In oktober 2020 nam hij ontslag als burgemeester van Anderlues. Officieel wilde hij zich meer toeleggen op zijn mandaat als Kamerlid, maar volgens sommige bronnen speelden de maandenlange spanningen binnen de PS-afdeling van Anderlues ook mee in zijn beslissing. Na de gemeenteraadsverkiezingen van 2018 had een deel van de afdeling zich namelijk gegroepeerd in een scheurlijst die zich tegen Tison richtte. Hij bleef wel gemeenteraadslid in de gemeente. Hij werd als burgemeester opgevolgd door zijn partner Virginie Gonzalez Moyano.
Bij de federale verkiezingen van mei 2019 stond Tison als eerste opvolger op de PS-lijst voor de kieskring Henegouwen. In september 2019 volgde hij Elio Di Rupo, die Waals minister-president werd, op in de Kamer van volksvertegenwoordigers. Tison was geen kandidaat meer bij de federale verkiezingen van juni 2024.
In september 2020 opende het parket van Charleroi een onderzoek naar Tison wegens verduistering van publieke middelen en corruptie. Twee schepenen van de gemeente die tegenstander waren van Tison hadden klacht ingediend over een zaak uit 2006. Tison werd ervan beschuldigd een deal hebben gemaakt met zijn partijgenoot Francis Geurlement, die architect was. Geurlement zou verzaken aan een schepenambt in Anderlues en in ruil hiervoor zouden belangrijke opdrachten in de gemeente worden toegewezen aan zijn architectenkantoor. Hierbij ging het onder meer om de bouw van een politiekantoor en de heraanleg van het zwembad van Anderlues. Uiteindelijk werd alleen die laatste opdracht aan het kantoor van Geurlement toegewezen. In april 2022 onthulde de krant Le Soir de tenlasteleggingen aan het adres van Tison, waarna hij voor de tuchtcommissie voor de nationale PS diende te verschijnen. De tuchtcommissie besloot om Tison te schorsen als lid van de partij zolang het juridische onderzoek tegen hem liep. Hierdoor mocht hij geen bijeenkomsten bijwonen van de PS-afdeling in Anderlues, de PS-federatie van het arrondissement Thuin en de nationale instanties van de partij, maar hij werd niet uitgesloten uit de Kamerfractie van de Parti Socialiste. In mei 2023 besliste het parket om Tison niet langer te vervolgen en werd hem ontslag van rechtsvervolging verleend.